# Seznam biskupů a arcibiskupů limských
Toto je seznam biskupů a arcibiskupů limských:
1. Jerónimo de Loayza, OP (1541–1575), od 1546 první arcibiskup, od 1572 první "primas Peru"
2. Diego Gómez de Lamadrid, OSsT (1577–1578)
3. Sv. Turibius z Mongroveja (1579–1606)
4. Bartolomé Lobo Guerrero (1607–1622)
5. Gonzalo López de Ocampo (1623–1627)
6. Hernando de Arias y Ugarte (1630–1638)
7. Pedro de Villagómez Vivanco (1640–1671)
8. Juan de Almoguera, OSsT (1674–1676)
9. Melchor de Liñán y Cisneros (1677–1708)
10. Antonio de Zuloaga (1714–1722)
11. Diego Morcillo Rubio de Suñón de Robledo, OSsT (1723–1730)
12. Juan Francisco Antonio de Escandón, CR (1732–1739)
13. José Antonio Gutiérrez y Ceballos (1740–1745)
14. Agustín Rodríguez Delgado (1746–1746)
15. Pedro Antonio de Barroeta y Ángel (1748–1757)
16. Diego del Corro (1758–1761)
17. Diego Antonio de Parada (1762–1779)
18. Juan Domingo González de la Reguera (1780–1805)
19. Bartolomé María de las Heras Navarro (1806–1823)
20. Jorge de Benavente (1834–1839)
21. Francisco de Sales Arrieta (1840–1843)
22. Francisco Luna Pizarro (1845–1855)
23. José Manuel Pasquel Losada (1855–1857)
24. José Sebastián Goyeneche Barreda (1859–1872)
25. Manuel Antonio Bandini (1889–1898)
26. Manuel Tovar y Chamorro (1898–1907)
27. Pietro Emmanuele García Naranjó (1907–1917)
28. Emilio Francisco Lissón y Chávez, CM (1918–1931)
29. Pedro Pascual Francesco Farfán (1933–1945)
30. Juan Gualberto Guevara (1945–1954)
31. Juan Landázuri Ricketts, OFM (1955–1989)
32. Augusto Vargas Alzamora, SJ (1989–1999)
33. Juan Luis Cipriani Thorne (1999–2019)
34. Carlos Castillo Mattasoglio (od 2019)